# Canvey Island
Canvey Island ist eine Insel in der Mündung des Flusses Themse vor der Küste der Grafschaft Essex, England. Canvey Island ist auch der Name der Stadt auf dieser Insel, der allerdings oft zu Canvey abgekürzt wird. Die Stadt ist Teil des Borough Castle Point.

## Daten
Die Insel hat eine Fläche von 18,45 km² und eine Bevölkerung von etwa 37.000. Sie ist durch eine Brücke mit dem Festland verbunden. Weitere Siedlungen auf der Insel sind Newlands und Leigh Beck. Zu den nahe gelegenen Inseln gehören Lower Horse und Two Tree Island. Der Name „Canvey“ ist angelsächsischen Ursprungs und bedeutet „Insel des Cana“, so dass der Bestandteil „Insel“ im Namen Canvey Island eigentlich zweimal vorkommt. Erstmals erwähnt wurde die Insel im Jahre 1255 als Caneveye.

## Geschichte
Canvey Island war ursprünglich ein Teil des Festlandes. Dann zerbrach die Küste in kleine Stücke, die heutige Insel besteht aus fünf dieser ehemaligen Bruchstücke. Aufgrund der geologischen Geschichte bestand für die gesamte Insel immer die Gefahr des Absinkens, so dass schon seit dem 14. Jahrhundert Deiche gegen das Wasser der Themse und der Nordsee gebaut wurden. Im frühen 17. Jahrhundert wurden niederländische Bauexperten ins Land geholt, um Land von der Themse zurückzugewinnen und die geographischen Verteidigungslinien zu stärken. Aus diesem Grund gab es in Canvey Island eine starke niederländische Gemeinschaft, die ihre Spuren in den örtlichen Straßennamen, Ortsnamen und der Architektur hinterlassen haben.
1791, 1881 und 1897 war die Insel fast völlig unter Wasser, als die Themse extremes Hochwasser führte. Inzwischen gibt es moderne Deichanlagen, doch noch 1953 starben bei Überflutungen 58 Menschen.
An der Küste von Canvey stand der Chapman-Leuchtturm, der in Joseph Conrads Roman Heart of Darkness (dt. „Herz der Finsternis“) ausführlich beschrieben wird. Es wird geglaubt, dass bereits die Römer in der Gegend ein Leuchtfeuer gebaut haben, um vor der Gefahr durch die Untiefen vor Canvey zu warnen. 1851 baute dann der Ingenieur James Walker einen sechseckigen Leuchtturm aus Eisen; er ersetzte das Feuerschiff, das zuvor vor der Küste vertäut lag. Der Leuchtturm wurde wegen seines schlechten Zustandes 1957 abgerissen.
Während des Zweiten Weltkrieges war die Insel das eine Ende der so genannten GHQ Line, einer Reihe von Betonbunkern als Verteidigungslinie gegen die erwartete Invasion der Deutschen. Einige dieser Bunker stehen noch heute.
In den 1970er Jahren war Canvey Island ein Zentrum der englischen Pub-Rock-Musikszene mit Künstlern wie Dr. Feelgood und Ian Dury. Wilko Johnson, der in beiden Bands spielte, ist ein Sohn der Stadt.